# Ebalia hancocki
Ebalia hancocki är en kräftdjursart. Ebalia hancocki ingår i släktet Ebalia och familjen Leucosiidae. Inga underarter finns listade i Catalogue of Life.